# Das Brandenburger Tor
Personnages
- Luise, jeune fille berlinoise (soprano)
- Wilhelm, jeune Berlinois (ténor)
- Christoph, (ténor)
- Schroll, sergent dans les armées prussiennes et père de Wilhelm (basse)
- Staudt, père de Luise (basse)
- Foule des Berlinois, paysans, gardes (chœur)

Das Brandenburger Tor (« La Porte de Brandebourg ») est le troisième opéra composé par Giacomo Meyerbeer. Devant célébrer le retour à Berlin des armées prussiennes victorieuses de Napoléon, le livret est de Johann Emanuel Veith. L’opéra ne fut jamais représenté du vivant du compositeur et ne fut créé au Schauspielhaus de Berlin que le 5 septembre 1991, à l’occasion du bicentenaire de la naissance du compositeur.

## Sujet

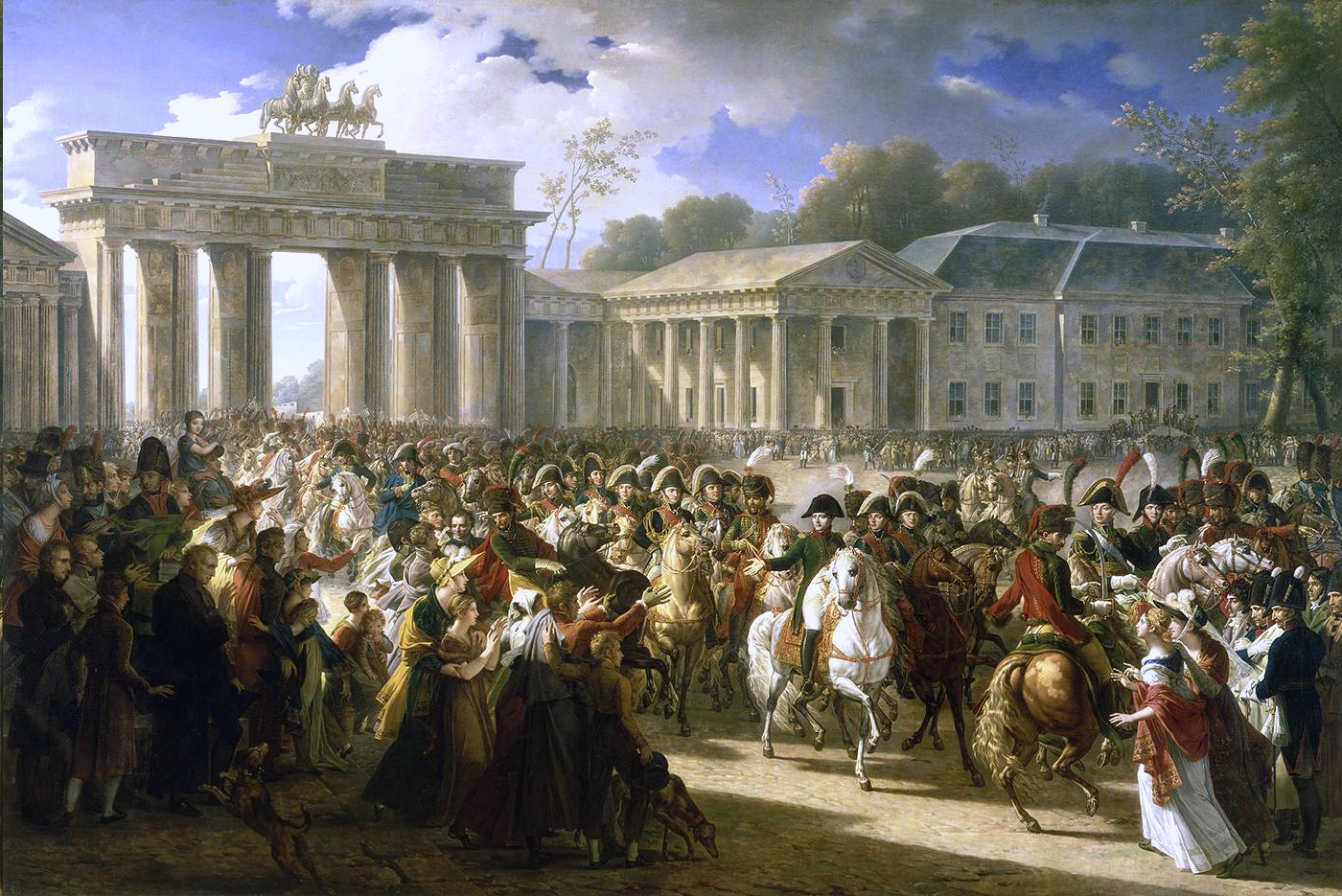
Napoléon à Berlin, tableau de Charles Meynier

L’opéra célèbre la restauration, le 6 juillet 1814, du célèbre quadrige surmontant la porte de Brandebourg à Berlin. Cette sculpture en cuivre de Johann Gottfried Schadow, figurant la déesse de la Victoire sur un char tiré par quatre chevaux, avait été emportée en 1806 par Napoléon qui souhaitait l'installer à Paris. Après la chute du Premier Empire, le quadrige retourne à Berlin, où il est restauré et agrémenté d'un nouveau symbole du pouvoir prussien (l'aigle et la croix de fer) par le célèbre architecte et peintre Karl Friedrich Schinkel.

## Argument
Un vaste espace devant la porte de Brandebourg à Berlin
- No 1 : Ensemble vocal : « Ei ! so wollt ich, ei ! so möcht ich » (« Oh, j’ai tant souhaité… J’ai tant désiré ») : Le sergent Schroll et un jeune soldat prénommé Christoph battent le rappel et tentent de faire régner l’ordre dans la foule rassemblée pour assister au retour du roi Frédéric-Guillaume III de Prusse.
- No 2 : Marche et chœur : On demande aux paysans de former une haie d’honneur et à la garde de la ville de se rassembler. Le peuple se remémore les batailles des guerres napoléoniennes.
- No 3 : Romance de Schroll : « Ich stand im Lager bei dem Zelt » (« J’étais dans le camp, près d’une tente ») : Schroll, rappelant qu’il est un vétéran de la guerre de Sept Ans, raconte dans quelles circonstances il a perdu une jambe au cours d’une bataille.
- No 4 : Couplets militaires et trio avec chœur : « Im festen Bund, in dichten Reih’n » (« En formation compacte, en rangs serrés ») : Le peuple loue la sagesse et la détermination du roi Frédéric-Guillaume III de Prusse, du tsar Alexandre Ier de Russie et de l’empereur François Ier d'Autriche, qui ont su rester unis face à Napoléon.
- No 5 : Chanson humoristique de Wilhelm : « Ein hübscher junger Mann ist er » (« C’est un beau jeune homme, c’est vrai ») : Wilhelm, le fils du sergent Schroll, regrette que les jeunes filles n’aient plus d’yeux que pour les jeunes gens portant un uniforme. Ce faisant, il a décidé de s’engager dans l’armée.

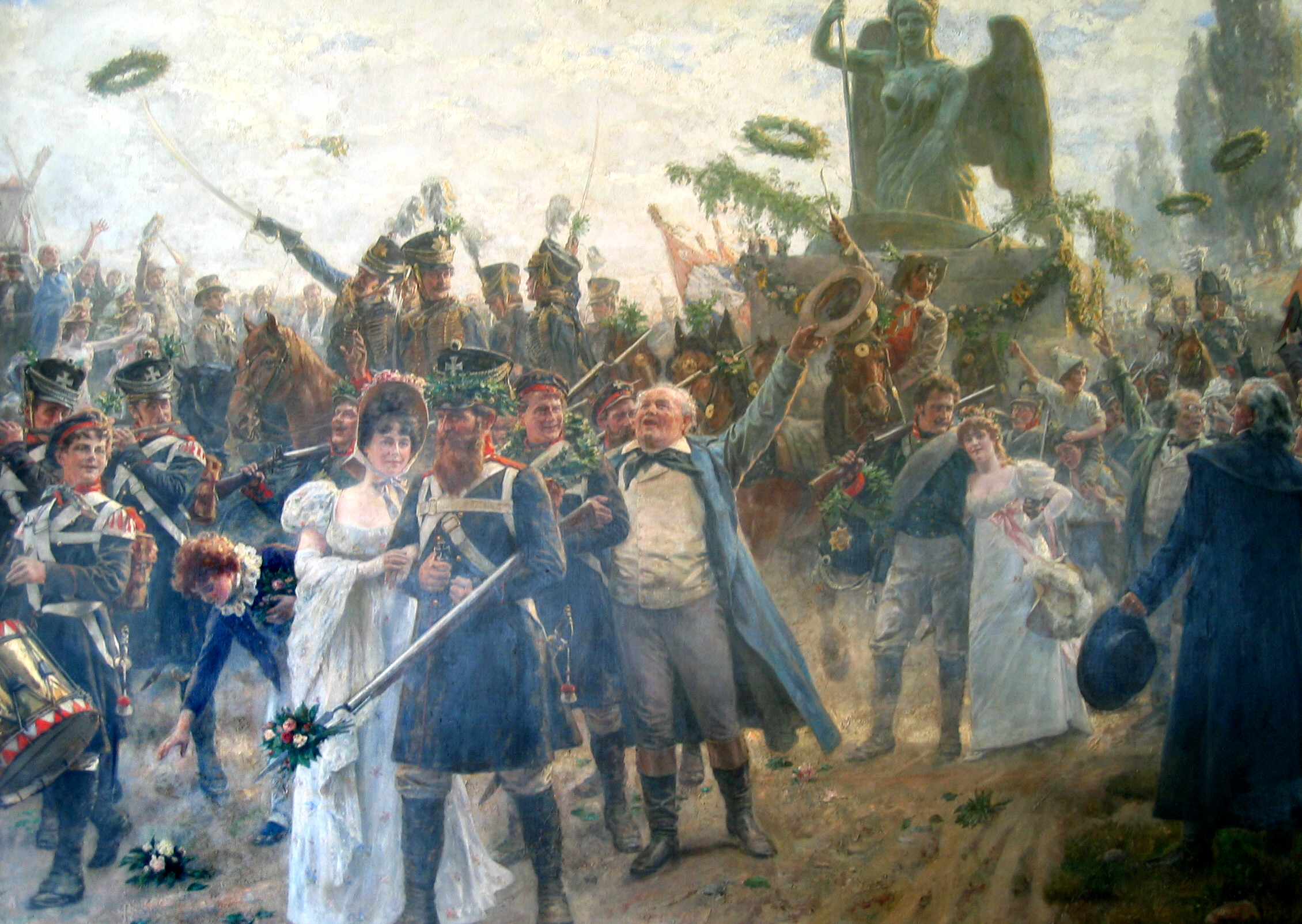
Victoire ! – Le retour du quadrige en 1814, tableau de Rudolf Eichstaedt

- No 6 : Quintette : « Ach ! wagt ihr so zu sprechen » (« Ah ! comment oses-tu parler ainsi ») : Staudt, le père de Luise, ne semble pas partager l’engouement général pour les militaires et refuse la main de sa fille à Wilhelm et, plus généralement, à tout homme en uniforme. Wilhelm et Luise, mutuellement épris l’un de l’autre, sont très déçus.
- No 7 : Rondo de Luise : « Soll uns nicht die Lust beleben » (« Ne devrions-nous pas partager la joie ») : Dans un petit rondo qui est certainement le moment le plus touchant de la partition, la jeune fille espère toujours néanmoins que son père change d’avis. Elle pense en particulier que le retour du roi et les réjouissances populaires qui l’accompagnent seront à même d’infléchir son père.
- No 8 : Ensemble vocal : « Enthüllet ist das Siegeszeichen » (« Le signal de la victoire vient d’être donné ») : Et c’est effectivement ce qui finit par arriver : Staudt se laisse convaincre et s’abandonne à la ferveur patriotique générale provoquée par l’arrivée du roi.
- No 9 : Finale : « Wohl mir, daß ich ein Preußer bin » (« Quel bonheur d’être prussien ») : le quadrige rénové est finalement dévoilé. Entonnant un chant à la gloire de la porte de Brandebourg, le peuple rassemblé exprime sa fierté d’être prussien.

## Genèse
Meyerbeer ne s’est guère senti concerné par les guerres napoléoniennes de 1813-1814. Il vit à l’époque à Vienne et se consacre exclusivement à la musique. Il est d’ailleurs très embarrassé lorsque le roi de Prusse demande à ce qu'un garçon de chaque famille prussienne s’enrôle dans l’armée pour lutter contre les troupes françaises. En tant que fils aîné de la famille, cette charge aurait dû lui revenir. C’est son frère cadet Wilhelm Beer qui s’engagera à sa place dans l’armée prussienne, ce qui causera quelques remords au compositeur. Il faut dire que Meyerbeer fera toujours montre de sentiments nationalistes très modérés vis-à-vis de la Prusse. Robert Lettelier suggère que le peu d’empressement du compositeur à s’enrôler dans les troupes prussiennes pour combattre les armées napoléoniennes n’est peut-être pas étranger au fait que c’est à la suite des victoires napoléoniennes que les juifs prussiens obtinrent en 1812 un statut de citoyen à part entière.
Quoi qu'il en soit, la mère du compositeur souhaite absolument que le fils aîné de la famille puisse participer, d’une façon ou d’une autre, à l’effort de guerre. Pour ce faire, elle obtient que le Théâtre national de Berlin commande un singspiel patriotique à son fils, à l’occasion du retour des troupes victorieuses dans la capitale, prévu le 7 août 1814. Meyerbeer commence alors à composer la musique de ce nouvel opéra à Vienne, mettant tout en œuvre pour le terminer dans les délais fixés.

## Création

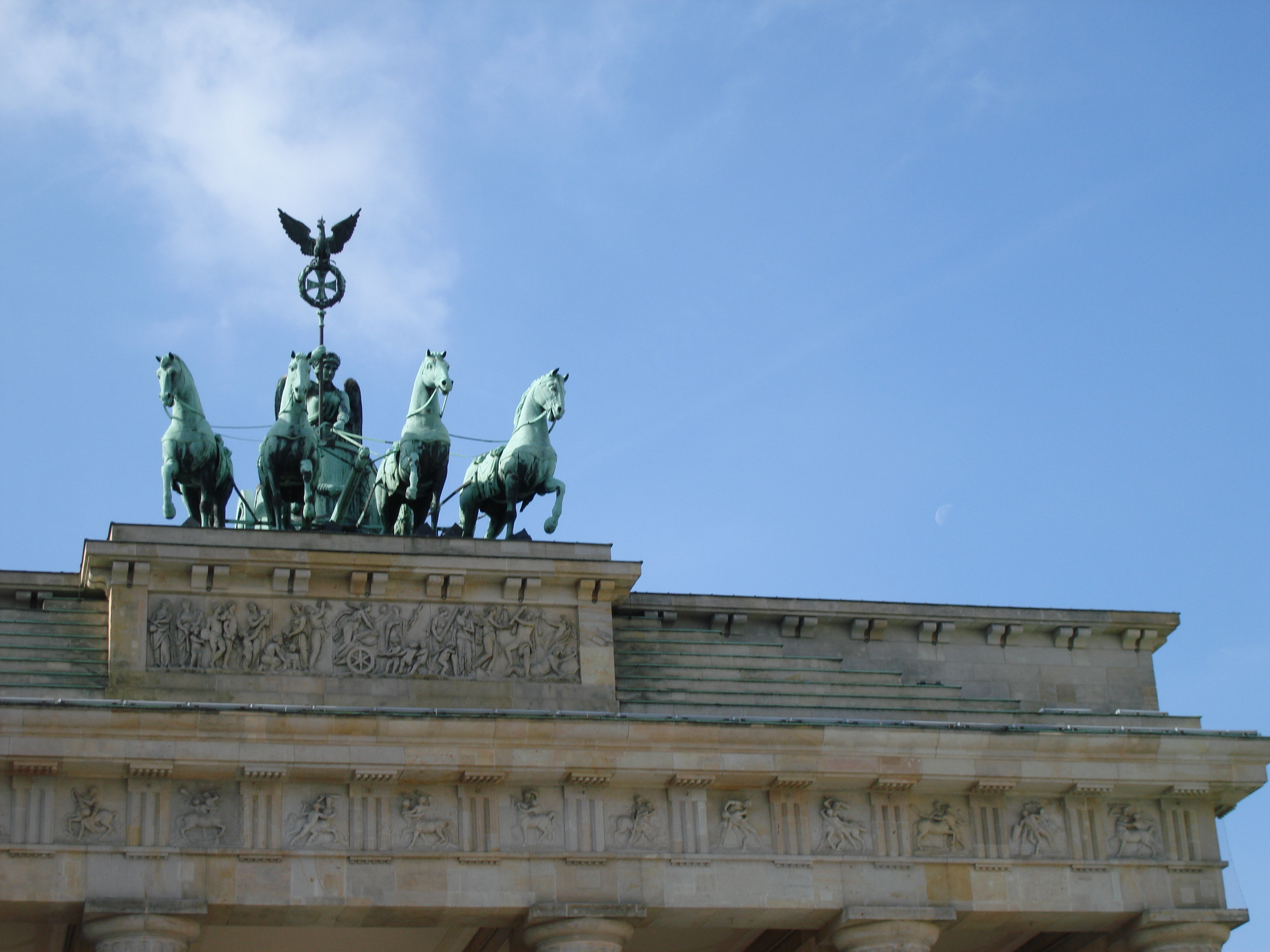
Le quadrige de la porte de Brandebourg

Néanmoins, à la suite de l’annonce du départ du roi de Prusse pour Vienne, il devient évident que celui-ci ne pourra pas assister à la création berlinoise de l’ouvrage à la date prévue. Meyerbeer met alors de côté la composition de cette œuvre pendant plusieurs semaines et ne la termine que le 20 août. Sans doute embarrassé par le caractère par trop nationaliste de sa composition (qui se termine par une reprise d’une chanson patriotique prussienne Wohl mir, daß ich ein Preußer bin), il diffère l’envoi à Berlin de la partition achevée, qui arrive finalement bien après la cérémonie à la porte de Brandebourg et le retour des troupes prussiennes.
Lors d’un séjour à Berlin en 1823, Meyerbeer tentera vainement de faire représenter son singspiel dans un théâtre de la banlieue de Berlin.
Il faudra attendre le 5 septembre 1991 pour que l’ouvrage soit finalement créé à Berlin, à l’occasion du bicentenaire de la naissance du compositeur.

## Interprètes de la création
| Rôle                    | Tessiture | Distribution de la création, 1991 (Chef d’orchestre : Werner Kotsch) |
| ----------------------- | --------- | -------------------------------------------------------------------- |
| Luise                   | soprano   | Stephanie Möller                                                     |
| Wilhelm                 | ténor     | Julian Metzger                                                       |
| Christoph               | ténor     | Friedemann Körner                                                    |
| Un officier /un tambour | ténor     | Dietrich Wagner                                                      |
| Schroll                 | basse     | Edmund Mangelsdorf                                                   |
| Staudt                  | basse     | Joachim Heyer                                                        |